# South Point, Ohio
South Point là một làng thuộc quận Lawrence, tiểu bang Ohio, Hoa Kỳ. Năm 2010, dân số của làng này là 3958 người.

## Dân số
- Dân số năm 2000: 3742 người.
- Dân số năm 2010: 3958 người.